# One Kansas City Place
 (avril 2023).
Si vous disposez d'ouvrages ou d'articles de référence ou si vous connaissez des sites web de qualité traitant du thème abordé ici, merci de compléter l'article en donnant les références utiles à sa vérifiabilité et en les liant à la section « Notes et références ».
One Kansas City Place est le plus grand bâtiment situé au centre-ville de Kansas City dans le Missouri. Construite en 1988, cette tour conçue par BNIM (en) mesure 190,1 mètres. Le bâtiment a dépassé le Town Pavilion (en) comme le plus haut de la ville. Ce n'est pas la structure la plus grande de l'État, la Gateway Arch de Saint-Louis mesurant 192 mètres.

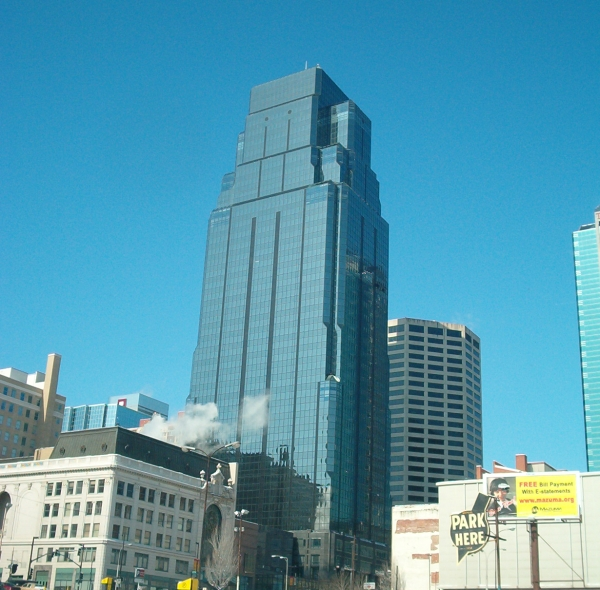
One Kansas City Place.